# Gio Paolo Bombarda

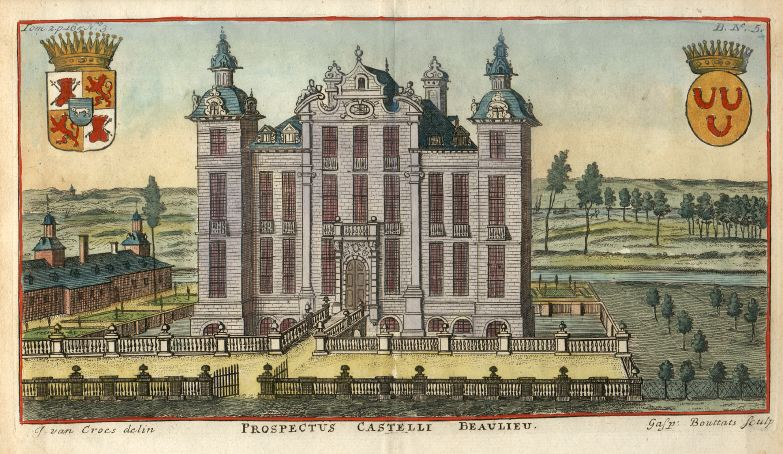
Het kasteel Beaulieu, woning van Bombarda
(gravure van Jacob Harrewyn)

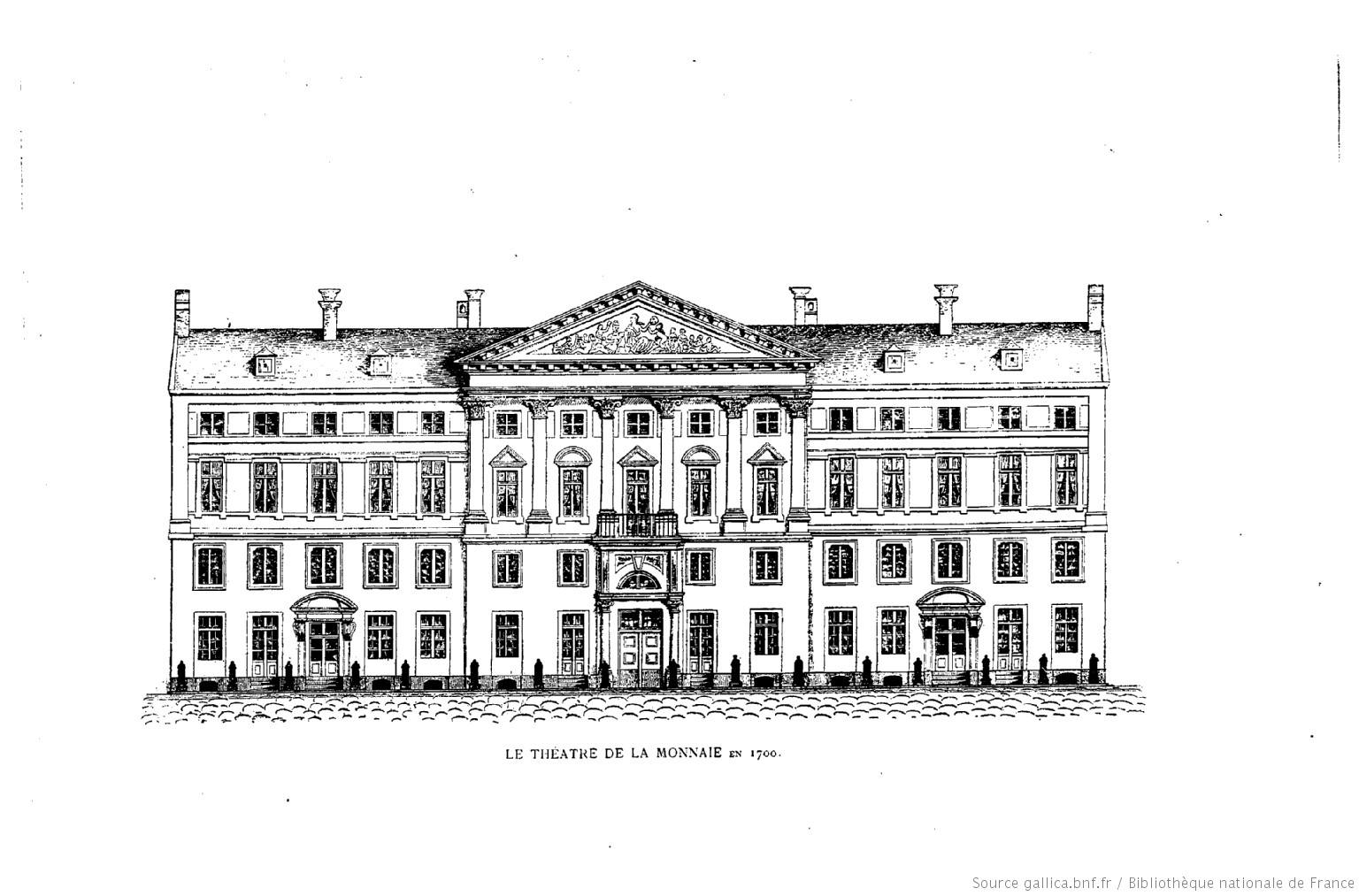
De Muntschouwburg van Bombarda in 1700

Gio Paolo Bombarda, ook Jean-Paul Bombarda (Rome, 1650 - Parijs, 6 december 1712) was de Italiaanse stichter van de Muntschouwburg in Brussel.
Bombarda was als musicus, raadsman en schatbewaarder van Maximiliaan II Emanuel van Beieren in München. Daar werd hij lid van het hoforkest in 1680 en trouwde hij in 1686 met de dochter van de componist Ercole Bernabei. Toen de keurvorst van Beieren landvoogd werd van de Spaanse Nederlanden in 1692, vergezelde Bombarda hem naar Brussel en werd er zijn afgevaardigde tegenover de Franse en Hollandse bankiers. In 1693 trouwde hij voor de tweede maal in Amsterdam met de dochter van de Antwerpse bankier Cloots. In 1694 huurden Bombarda et Pietro Antonio Fiocco de Opéra du Quai au Foin op de Hooikaai in Brussel, die ze de volgende drie jaar zouden exploiteren.
Het bombardement op Brussel door de Franse troepen van Lodewijk XIV legde de hele binnenstad in puin en creëerde ruimte voor nieuwe projecten. Van Maximiliaan Emanuel kreeg Bombarda toestemming voor de bouw van een nieuwe schouwburg in het hart van de stad. Dit gebouw werd vanaf 1696 opgericht door de architecten Paolo en Pietro Bezzi op de plaats van de vernielde Herberge van Oistervant, het voormalige munthuis. De Grand-Opéra sur la Monnoie opende de deuren in 1700.
Het door Bombarda samengestelde gezelschap was niet min: een twintigtal zangeressen, evenveel zangers en een dertigtal muzikanten. Zijn vroegere medewerker Pietro Antonio Fiocco werd muziekdirecteur. Het octrooi van Bombarda voor gezongen en gesproken toneel werd in 1705 uitgebreid tot een monopolie, dat zich de lucratieve bals omvatte.
Ondertussen was Bombarda op grond van zijn financiële reputatie in 1703 naar de Opéra de Paris geroepen, waar directeur Jean-Nicolas de Francine er niet in slaagde de situatie te beheersen. Hij liet het beheer van de Brusselse opera in handen van Fiocco en vestigde zich in 1705 met zijn familie in de Parijse rue d'Argenteuil, niet ver van het Koninklijk Paleis. Daar stierf hij in 1712.